# Johan Evertsen
Pour les articles homonymes, voir Evertsen.
 (décembre 2020).
Si vous disposez d'ouvrages ou d'articles de référence ou si vous connaissez des sites web de qualité traitant du thème abordé ici, merci de compléter l'article en donnant les références utiles à sa vérifiabilité et en les liant à la section « Notes et références ».
Johan Evertsen, né le 1er février 1600 à Flessingue, mort le 5 août 1666 à la bataille de North Foreland, est un amiral et corsaire néerlandais du XVIIe siècle.

## Biographie

### Origines et famille
Johan est né d'une puissante famille originaire de Zélande, qui donna de nombreux marins (dont cinq amiraux) dans cette période de l'histoire de la marine néerlandaise. Il est le fils du commodore Johan Evertsen qui, alors qu'il commandait le Zwarte Galei est tué par un corsaire français, à La Rochelle en 1617. En reconnaissance des mérites du père, l'amirauté de Zélande le nomme lieutenant, ainsi que ses quatre plus jeunes frères Evert, Pieter, Geleyn et Cornelis.

## Débuts dans la marine des Provinces-Unies
Johan doit avoir tout juste 18 ans lorsqu'il est nommé capitaine. En 1625, il navigue sous les ordres de l'amiral Willem de Zoete. Cette année-là, ses frères Evert et Piter sont tués dans un combat contre des corsaires dunkerquois. En 1626 et 1627, il est sous les ordres du lieutenant-amiral Laurens Reael, lors d'une campagne le long de la côte des Barbaresques. Son frère Geleyn perd la vie au cours d'un combat contre un galion portugais.
Le 25 avril 1628, Evertsen est nommé commodore et commande quatre navires et une escadre de 27 corsaires dunkerquois, alliés temporaires, pour tenter de s'emparer de la flotte espagnole du trésor, de retour du Nouveau Monde. Les 12 et 13 septembre 1631, il prend part à la bataille de la Slaak et s'oppose à la tentative d'invasion de l'Overflakkee par la flotte espagnole.
À partir de 1632, il est de nouveau engagé contre les corsaires dunkerquois, mais les marins hollandais montrent peu de zèle à traquer ceux qu'ils considèrent un peu comme des parents et la chasse donne très peu de résultats. En 1635, Evertsen subit même un véritable affront quand Jacob Collaert attaque une flottille de pêche au milieu de la mer du Nord. Quelque 130 à 150 bateaux et 800 à 900 pêcheurs sont capturés pour être échangés contre rançon. Cela conduit à une révolte dans le milieu de la pêche. Le commodore offre sa démission, qui lui est refusée.
Il aura très vite l'occasion de venger son honneur, puisque le 18 février 1636, s'approchant de Dunkerque avec trois navires, il surprend, quatre navires de Collaert. La Santa Maria navire amiral de Collaert et celui de Mathieu Romboutsen sont coulés, Collaert et 200 marins sont faits prisonniers. Evertsen et les capitaines Joost van Trappen Banckert, Johan Vlieger et Adriaen den Gloeyende Oven) sont récompensés par une médaille d'or. Le 25 février 1637, après la mort de Marinus Holare, il est nommé viceadmiraal par l'amirauté de Zélande.
En 1639, il conduit une escadre de renfort à la bataille des Downs et capture une grosse partie de la flotte portugaise qui tente de se réfugier à Dunkerque. Pourtant après la bataille, plusieurs officiers hauts gradés de la marine sont remplacés pour incompétence. L'amiral Witte de With espère obtenir le commandement de la flotte, mais c'est le très populaire Maarten Tromp qui obtient le poste.
Au cours de la bataille, Eversten s'est opposé à Maarten Tromp, qui au risque d'affecter les relations entre Provinces-Unies et l'Angleterre, en principe neutre dans ce conflit, s'est emparé de navires anglais pendant la bataille des Downs. Maarten Tromp, l'accuse alors de lâcheté. Dans le même temps, Witte de With, qui a pris ombrage de sa non nomination, s'en prend à tous les officiers qui pourraient lui faire de l'ombre et reprend les accusations de lâcheté contre Evertsen. La relation entre les deux est devenue à jamais perturbée, et se dégrade encore quand Evertsen reçoit une récompense des États généraux pour la capture de la flotte portugaise.
Evertsen reste sans commandement majeur pendant quelques années, il en profite pour entretenir de liens d'amitié avec stathouder Frédéric-Henri. En 1646, pour avoir aidé à la conquête de Dunkerque, espagnole depuis 1559, il reçoit de Louis XIII l'Ordre de Saint-Michel. En 1649 le stathouder Guillaume II et le cardinal Mazarin, entretiennent une correspondance secrète par l'intermédiaire d'Evertsen.

## Première guerre anglo-néerlandaise
La première guerre anglo-néerlandaise est déclarée le 10 juillet 1652. Après une défaite à la bataille au large des îles Shetland en août 1652, Maarten Tromp est suspendu par les États généraux. Il est remplacé comme commandant suprême de la flotte néerlandaise par le vice-amiral Witte de With. Cela cause immédiatement une rupture entre les provinces de Hollande et de Zélande, en raison du conflit personnel entre De With et Evertsen qui quitte le service.
Jusque-là, la tension était resté modérée par le fait que Tromp et Evertsen étaient tous deux fervents Orangistes, mais De With, lui, est un fidèle serviteur du régime des États qui domine la politique néerlandaise depuis la mort du stathouder Guillaume II d'Orange. Après avoir prôné pendant des mois une stratégie plus offensive contre la flotte ennemie, le nouveau commandant suprême voit maintenant l'occasion de passer à l'action. Mais il subit le 8 octobre une cuisante défaite à la bataille de Kentish Knock, contre Robert Blake.
Le soir du 12 octobre, les États généraux rappellent Tromp et Evertsen. Les Hollandais prennent aussitôt une revanche à la bataille de Dungeness en décembre et de la bataille de Leghorn au début de 1653, ce qui leur permet de prendre le contrôle de la Manche.
Au cours de la bataille de Portland, en mars 1653 l'escadre d'Evertsen emportée dans son élan, est allée trop loin et doit revenir en affrontant un vent contraire. Elle n'est pas en mesure de participer à l'attaque. Dans un pamphlet, Witte de With l'accuse une nouvelle fois de lâcheté et prétend qu'il est responsable de la défaite. Malgré cela, les États généraux reconnaissent que Evertsen a finalement fait preuve d'audace et le gratifient d'une prime de 1500 florins.
Le 13 mai Johan Evertsen et son frère, le commodore Kees Evertsen, aperçoivent avec stupeur, la flotte anglaise au grand complet. Ils rentrent immédiatement à Flessingue. Les Anglais ont renforcé leur blocus. Pour essayer de le briser, les Hollandais les affrontent à la bataille de Nieuport, mais ne sont guère brillants. C'est une nouvelle défaite. La flotte est lourdement endommagée.
Après réparations les belligérants se retrouvent le 10 août 1653, à la bataille de Scheveningen. Quand Tromp décède, victime d'un tireur embusqué dans la mature d'un bateau anglais, le petit navire amiral d'Everstsen, le Leeuwin est si lourdement endommagé qu'il doit battre en retraite. De With tente vainement de stopper la fuite des navires marchands qui composent une grande partie de la flotte, mais il finit par renoncer et couvre la retraite.
Il meurt le 5 août 1666 à la bataille de North Foreland, à l'âge de 66 ans.